# Bis(2-propylheptyl)phthalat
Bis(2-propylheptyl)phthalat (DPHP) ist ein Gemisch mehrerer isomerer chemischer Verbindungen aus der Gruppe der Phthalsäureester.

## Gewinnung und Darstellung
Bis(2-propylheptyl)phthalat kann durch die Dimerisierung von Valeraldehyd und Hydrierung zu 90 % 2-Propylheptanol mit 10 % 2-Propyl-4-methylhexanol und anschließender Veresterung mit Phthalsäureanhydrid gewonnen werden. Dabei entsteht mit einem Anteil von >99,5 % der Phthalsäureester mit C10-Alkohol.

## Eigenschaften
| Hauptstrukturisomer von DPHP – Stereoisomere – |
| ---------------------------------------------- |
| (R,R)-Stereoisomer                             |
| (S,S)-Stereoisomer                             |
| meso-Stereoisomer                              |

Bis(2-propylheptyl)phthalat ist eine brennbare, schwer entzündbare, nicht flüchtige, farblose Flüssigkeit, die praktisch unlöslich in Wasser ist. Sie zersetzt sich bei Erhitzung. Aufgrund der zwei verzweigten C10-Seitenketten handelt um ein Isomer der Didecylphthalate (z. B. DIDP). Ebenso wie DIDP – ein technisches Gemisch von Phthalaten mit unterschiedlich verzweigten C-Ketten handelt (im Wesentlichen C9- bis C11-Ketten) – stellt DPHP eine Mischung mehrerer isomerer Phthalsäureester dar. Das technische Produkt besteht etwa zu 81 % aus Bis(2-propylheptyl)phthalat, zu 18 % 2-Propylheptyl-2-propyl-4-methylhexyl-phthalat und 1 % Bis(2-propyl-4-methylhexyl)phthalat, wobei auch Reinheiten über 99,5 % lieferbar sind.  Letztere sind jedoch immer noch Stereoisomerengemische.

### Stereoisomerie
Das im technischen Produkt zu rund 81 % enthaltene Hauptstrukturisomer Bis(2-propylheptyl)phthalat ist kein Reinstoff, sondern eine Mischung von drei Stereoisomeren:
- (R,R)-Bis(2-propylheptyl)phthalat,
- (S,S)-Bis(2-propylheptyl)phthalat und
- meso-Bis(2-propylheptyl)phthalat.

## Verwendung
Bis(2-propylheptyl)phthalat wird als Weichmacher in PVC, Polyurethan und Epoxidharzklebstoffen eingesetzt. Die Endprodukte sind vor allem Kabel und Drähte, Dachbahnen, Autoinnenverkleidungen, Abdeckplanen, Materialien für den Automobilunterbodenschutz, den Baubereich sowie für Schuhe, Teppichrückseitenbeschichtungen, Schwimmbäder-Auskleidungen, Handschuhe, Haftklebern, Druckfarben, Korrosionsschutzfarben, Anti-fouling-Farben und als Schmierstoffkomponente. Die Überwachungsbehörden der Bundesländer haben DPHP jedoch auch in Spielzeug nachgewiesen. Möglicherweise nutzen einige Spielzeughersteller diesen Weichmacher verstärkt, weil seine Verwendung bislang nicht nach der REACH-Verordnung beschränkt ist. Typische Konzentrationen von DPHP im Endprodukt liegen bei 30 bis 60 %.

## Sicherheitshinweise
Die akute Toxizität von DPHP ist gering. In Studien zur reizenden und ätzenden Wirkung auf Haut und Augen an Kaninchen hat sich DPHP als leicht reizend erwiesen. Wird bei Kindern ausschließlich die Exposition von DPHP aus Spielzeug betrachtet, ergibt sich auf der Basis des tierexperimentell ermittelten No Observed Adverse Effect Levels (NOAEL, höchste Dosis, bei der kein toxischer Effekt auftritt) und eines Sicherheitsfaktors von 100 kein gesundheitliches Risiko. Da Kinder nicht nur über Spielzeug, sondern auch über andere Produkte mit dem Weichmacher in Kontakt kommen und sich die Substanz im Tierversuch als schädigend für die Schilddrüse und die Hypophyse erwiesen hat, hält das Bundesinstitut für Risikobewertung es jedoch für notwendig, die Belastung von Kindern durch DPHP aus Spielzeug zu verringern.
Bis(2-propylheptyl)phthalat wurde 2014 von der EU gemäß der Verordnung (EG) Nr. 1907/2006 (REACH) im Rahmen der Stoffbewertung in den fortlaufenden Aktionsplan der Gemeinschaft (CoRAP) aufgenommen. Hierbei werden die Auswirkungen des Stoffs auf die menschliche Gesundheit bzw. die Umwelt neu bewertet und ggf. Folgemaßnahmen eingeleitet. Ursächlich für die Aufnahme von Bis(2-propylheptyl)phthalat waren die Besorgnisse bezüglich Exposition empfindlicher Bevölkerungsgruppen, hoher (aggregierter) Tonnage und weit verbreiteter Verwendung sowie als potentieller endokriner Disruptor. Die Neubewertung läuft seit 2020 und wird von Deutschland durchgeführt. Um zu einer abschließenden Bewertung gelangen zu können, wurden weitere Informationen nachgefordert.